# Mops thersites
Mops thersites es una especie de murciélago de la familia Molossidae.

## Distribución geográfica
Se encuentra en Liberia, Sierra Leona, Guinea, Costa de Marfil, Ghana, Nigeria, Camerún, Gabón, Congo, Guinea Ecuatorial, República Democrática del Congo, República Centroafricana, Uganda, Ruanda y Kenia.